# Липки (Хмельницкая область)
Липки (укр. Липки) — село в Старосинявском районе Хмельницкой области Украины.
Население по переписи 2001 года составляло 316 человек. Почтовый индекс — 31416. Телефонный код — 3850. Занимает площадь 1,12 км². Код КОАТУУ — 6824480502.

## История
В 1945 г. Указом Президиума ВС УССР село Фердинандово переименовано в Липки.

## Местный совет
31416, Хмельницкая обл., Старосинявский р-н, с. Адамполь